# Tiefenbach (Neckar, Pfrondorf)
Der Tiefenbach ist ein etwa 3 km langer, nordwestlicher und linker Zufluss des oberen Neckars im baden-württembergischen Landkreis Tübingen.

## Geographie

### Verlauf
Der Tiefenbach entspringt südlich des Friedhofs von Tübingen-Pfrondorf auf einer Höhe von ca. 432 m ü. NHN. Von dort fließt er zunächst in östliche Richtung durch die Gähklinge. Am Zusammenfluss mit der Brandklinge wendet sich die Fließrichtung nach Südsüdosten, nach der Mündung der Stangenhölzlesklinge Richtung Süden in das sogenannte Poppele(r)sloch. Er unterquert die Kreisstraße 6911 und wird in einer Trogbrücke über den Kraftwerkskanal geführt. Vor dem Bau des Kraftwerkkanals folgte der Tiefenbach ungefähr dem Verlauf des heutigen Triebwerkskanals weiter in südöstlicher Richtung und mündete etwa auf Höhe des heutigen Wasserkraftwerks in einen jetzt nicht mehr erkennbaren Neckaraltarm. Nach dem Bau des Kraftwerkkanals wurde der Tiefenbach auf gerader Linie in einem neuen Bett zum Neckar geführt, das zunächst mit einer Bachbrücke den Kanal über-, dann die Bundesstraße 27 unterquert und schließlich nahe der Gemeindegrenze zu Kusterdingen auf einer Höhe von 305 m ü. NHN von links und Norden in den Neckar mündet. Gegenüber durchläuft am rechten Neckartalrand die Blaulach das Naturschutzgebiet Blaulach.
Der 3 km lange Lauf des Tiefenbachs endet 127 Höhenmeter unterhalb seiner Quelle, er hat somit ein mittleres Sohlgefälle von etwa 43 ‰. Er fließt längstenteils in landschaftstypischen bewaldeten Klingenrissen seiner Mündung zu.

### Einzugsgebiet
Das Einzugsgebiet ist rund 4,7 km² groß und liegt im Unterraum Walddorfer Platten des Schönbuchs im Naturraum Schönbuch und Glemswald. Sein mit 478 m ü. NHN höchster Punkt liegt ganz im Norden. Es grenzt im Südwesten an das Einzugsgebiet des Neckar-Zuflusses Haldenbachs, im Westen an das des Kirnbachs, der noch weiter aufwärts über den Goldersbach den Neckar speist, sowie im Nordosten an das Einzugsgebiet des Reichenbachs und im Osten an das des Schlierbachs, zweier nunmehr abwärtiger linker Zuflüsse des Neckars.

### Zuflüsse
Liste der Zuflüsse von der Quelle zur Mündung.
- Gähklinge von links und Norden
- Brandklinge, von links und Norden
- (Bach aus dem Löchle) von rechts und Westen
- Stangenhölzlesklinge, von links und Nordosten
- Viehhausklinge von links und Osten
- (Bach vom Kellerplatz) von links und Osten

### LUBW
Amtliche Online-Gewässerkarte mit passendem Ausschnitt und den hier benutzten Layern: Lauf und Einzugsgebiet der Blaulach

Allgemeiner Einstieg ohne Voreinstellungen und Layer: Daten- und Kartendienst der Landesanstalt für Umwelt Baden-Württemberg (LUBW) (Hinweise)
1. 1 2 3  Höhe ermittelt über WPS-Prozess (Geländehöhe).
2. ↑  Länge nach dem Layer Gewässernetz (AWGN).
3. ↑  Einzugsgebiet nach dem Layer Basiseinzugsgebiet (AWGN).

### Andere Belege
1. ↑  Friedrich Huttenlocher, Hansjörg Dongus: Geographische Landesaufnahme: Die naturräumlichen Einheiten auf Blatt 170 Stuttgart. Bundesanstalt für Landeskunde, Bad Godesberg 1949, überarbeitet 1967. → Online-Karte (PDF; 4,0 MB)